# 八尋隆蔵
八尋 隆蔵（やひろ りゅうぞう、1966年10月18日 - ）は、NHKのシニアアナウンサー。

## 人物
福岡県福岡市生まれ、北海道札幌市育ち。北海道札幌南高等学校、北海道大学卒業。1992年にNHKに入局。

## 嗜好・挿話
- 入局以来、北日本と東日本地域での勤務が続いている。のべ6か所は北海道と東北地方に赴任した。
- ラジオのニュースを終えた後、或いは平日の朝7時40分から始まる「おはようもぎたてラジオ便」で自分の名前を紹介して挨拶する事がない数少ないアナウンサーである。
- 趣味は激辛食品を食べることとウォーキング。激辛食品を販売している店を巡り、常に新商品や特売品のチェックを行っている。

## 現在の担当番組
- とちぎ630（キャスター・2025年7月2日 - ）
- アナウンスグループ統括
- 宇都宮放送局制作番組の編集責任者

## 過去の担当番組
函館放送局時代
- 道南の中継等

青森放送局時代
- 青森のニュース等
- あおもり630

東京アナウンス室時代（1度目）
- NHKニュースおはよう日本（中継・リポーターほか）

福島放送局時代
- 福島のニュース等
- はまなかあいづToday

札幌放送局時代（1度目）
- 北海道クローズアップ
- 北海道のニュース等

盛岡放送局時代
- 岩手のニュース等
- アナウンス副部長
- おばんですいわて（編集責任者）
- 盛岡放送局制作番組の編集責任者

東京アナウンス室時代（2度目）
- インタビュー ここから
- 100年インタビュー
- ラジオ文芸館

※以上3番組のプロデューサー。
- 情報番組担当副部長・番組制作班リーダー

札幌放送局時代（2度目）
- 北海道のニュース
  - ニュース北海道645
  - ほっとニュース845
- ほっとニュース北海道 ニュースリーダー（不定期）

宇都宮放送局時代